# كاثرين بورتر
كاثرين بورتر (بالإنجليزية: Katherine Porter)‏ هي رسامة أمريكية، ولدت في 11 سبتمبر 1941 في سيدار رابيدز في الولايات المتحدة.